# Peter Buckley
Peter Buckley (* 2. August 1944, Isle of Man; † 4. Juli 1969 in Leeds) war ein Radrennfahrer von der Isle of Man. Bei den British Empire and Commonwealth Games 1966 in Kingston gewann er die Goldmedaille im Straßenrennen.
Seit 1964 startete Peter Buckley erfolgreich bei heimischen Amateurrennen. 1966 gewann er bei den British Empire and Commonwealth Games in Kingston das Straßenrennen, wo er für die Isle of Man startete. Dabei stellte er mit 5 Stunden 7 Minuten und 52 Sekunden einen Rekord über 120 Meilen auf, der bis heute Bestand hat. Es war die erste Goldmedaille bei Commonwealth Games für einen Sportler von der Isle of Man (die zweite gewann 2006 Mark Cavendish im Scratch auf der Bahn). 1967 wurde er Zweiter der nationalen Meisterschaften der Amateure im Straßenrennen. Im selben Jahr gewann er die britischen Rennen Star Trophy, die Tour of the Lakes und die Tour of the Peak. 1967 siegte er in der Gesamtwertung des französischen Circuit de Saône-et-Loire und im Jahr darauf des Scottish Milk Race. Im Mai 1969 belegte er beim Milk Race Rang drei. Ebenfalls 1969 gewann er das Rennen Isle of Man International (auch Manx Trophy), das damals das bedeutendste internationale Amateurrennen in Großbritannien war.
Wenige Wochen später stürzte Buckley tödlich beim Training, weil er von einem freilaufenden Hund behindert wurde.
Zu seinen Ehren wurde die Trophäe für den Gewinner der britischen Straßenrennserie für Junioren Peter Buckley Trophy genannt.